# Vicente Tatay Mandingorra
Vicente Tatay Mandingorra fou un empresari i polític valencià, diputat a les Corts espanyoles durant la restauració borbònica.
Era un empresari de farines que cap a la dècada de 1880 arribà a ser regidor de l'ajuntament de València i va fer construir una alqueria a la Malva-rosa. Fou elegit diputat pel districte de Sagunt a les eleccions generals espanyoles de 1896.